# Club Sport Marítimo B
Il Maritimo B è una società calcistica portoghese con sede a Funchal.
Fu fondata nel 1999 e oggi è la squadra riserve del Club Sport Marítimo.
Il club milita nella Liga de Honra, la seconda serie del calcio portoghese.

## Organico

### Rosa
Aggiornata al 1º gennaio 2019.
| N. |                       | Ruolo | Calciatore           |
| -- | --------------------- | ----- | -------------------- |
| 16 | Portogallo (bandiera) | C     | André Teles          |
| 18 | Mali (bandiera)       | C     | Mamadou Traoré       |
| 22 | Giappone (bandiera)   | A     | Shoya Tōjō           |
| 26 | Brasile (bandiera)    | C     | Aloísio              |
| 31 | Portogallo (bandiera) | D     | Nanu                 |
| 32 | Mozambico (bandiera)  | D     | Francisco Simbine    |
| 34 | Ghana (bandiera)      | A     | Johnson Oppong Owusu |
| 35 | Portogallo (bandiera) | D     | Miguel Rosário       |
| 39 | Portogallo (bandiera) | C     | Leandro Olival       |
| 41 | Capo Verde (bandiera) | A     | Rudi Monteiro        |
| 49 | Brasile (bandiera)    | A     | Nixon Guylherme      |
| 55 | Portogallo (bandiera) | D     | Nandinho             |
| 60 | Portogallo (bandiera) | C     | Pedro Pelágio        |
| 63 | Brasile (bandiera)    | D     | Wellyson             |
| 70 | Portogallo (bandiera) | D     | Cristiano Gomes      |
| 74 | Portogallo (bandiera) | D     | Cristiano Abreu      |
| 77 | Portogallo (bandiera) | A     | Diogo Firmino        |

| N. |                       | Ruolo | Calciatore                 |
| -- | --------------------- | ----- | -------------------------- |
| 80 | Portogallo (bandiera) | C     | Vítor Barata               |
| 82 | Portogallo (bandiera) | A     | André Mesquita             |
| 87 | Portogallo (bandiera) | C     | Michael Morais             |
| 90 | Portogallo (bandiera) | A     | Tiago Nunes                |
| 92 | Portogallo (bandiera) | P     | Edgar Mendonça             |
| 98 | Portogallo (bandiera) | A     | Marcelo                    |
| 99 | Portogallo (bandiera) | P     | Pedro Mateus               |
| —  | Iran (bandiera)       | C     | Amirhossein Sheikholeslami |
| —  | Portogallo (bandiera) | D     | Ricardo Franco             |
| —  | Portogallo (bandiera) | D     | Gonçalo Duarte             |
| —  | Portogallo (bandiera) | C     | Jorge Guerreiro            |
| —  | Iran (bandiera)       | D     | Mohammadreza Ghasemi       |
| —  | Colombia (bandiera)   | D     | Carlos Gómez               |
| —  | Portogallo (bandiera) | C     | Diogo Barbosa              |
| —  | Portogallo (bandiera) | A     | Celso Hadami               |
| —  | Portogallo (bandiera) | A     | Nelson Carvoeiro           |